# Nemorilla oceanica
Nemorilla oceanica là một loài ruồi trong họ Tachinidae.